# Chefe de máquinas

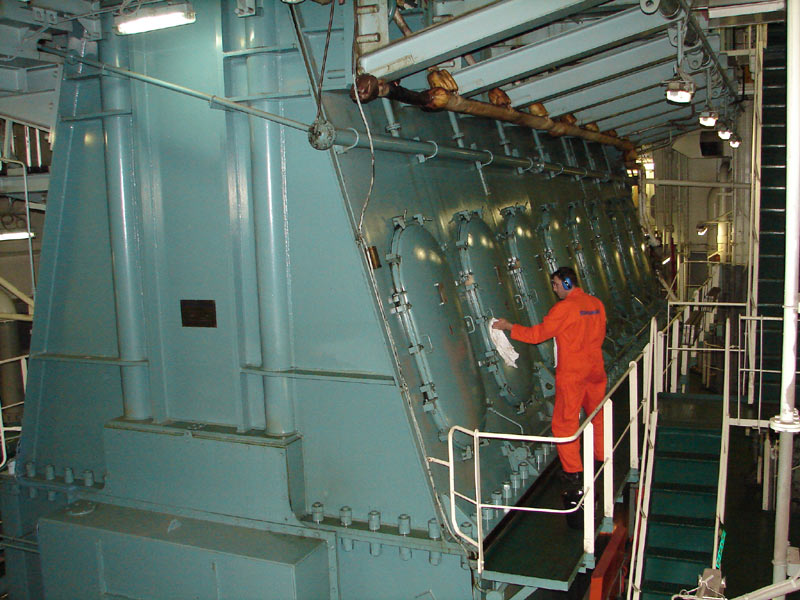
Manutenção dos sistemas propulsores de 25 000 kW do navio-tanque Algarve.

O chefe de máquinas é o profissional da carreira de máquinas de categoria mais elevada numa embarcação da marinha mercante. O chefe de máquinas exerce a chefia da secção de máquinas/seção de máquinas, competindo-lhe a supervisão das tarefas da condução e manutenção dos sistemas de propulsão e de produção de energia da embarcação.
Consoante o tipo de embarcação e a potência dos seus sistemas propulsores, a função de "chefe de máquinas" pode ser exercida por um oficial de máquinas ou por um maquinista prático/condutor de máquinas.
Tradicionalmente, até à década de 1950, o oficial chefe de máquinas de um navio era designado "primeiro maquinista". Em outros países, a função de chefe de máquinas pode assumir designações diferentes, tais como: "engenheiro chefe" (Inglês chief engineer), "engenheiro sénior" (Alemão: Leitender Ingenieur) ou "chefe mecânico" (Francês: chef mécanicien).

## Funções
O chefe de máquinas de uma embarcação chefia a sua secção de máquinas, supervisionando o seu pessoal e supervisionando na condução e manutenção das instalações mecânicas, elétricas e eletrónicas, especialmente nas de propulsão e nas de produção de energia.
No âmbito das suas funções, supervisiona as operações de condução, de reparação e de manutenção preventiva dos equipamentos mecânicos, eletrónicos e elétricos da embarcação, supervisiona o funcionamento das câmaras frigoríficas, calcula e comunica as transfegas a executar, define as necessidades de aprovisionamento no que diz respeito a combustíveis e materiais de manutenção, superintende na disciplina do pessoal de máquinas, assegura a reparação da maquinaria da embarcação.
No caso de pertencer ao escalão de oficiais, o chefe de máquinas pode estudar as condições gerais de funcionamento das máquinas, tendo em atenção vários fatores tais como rentabilidade e segurança e pode dar pareceres sobre novos equipamentos a instalar na embarcação, bem como vigiar a sua montagem.

## Formação e certificação
Conforme o tipo de embarcação, a função de chefe de máquinas pode ser exercida por um profissional do escalão de oficiais ou do escalão da mestragem de máquinas. A certificação para o exercício da função numa determinada embarcação depende, normalmente, da potência do seu sistema propulsor
Em Portugal por exemplo, de acordo com a potência das suas máquinas propulsoras, podem exercer a função de chefe de máquinas, profissionais com as seguintes categorias mínimas, nas seguintes embarcações:
1. Com potência superior a 3000 kW: maquinista-chefe;
2. Com potência superior a 750 kW: maquinista de 1ª classe;
3. Com potência superior a 500 kW: maquinista prático de 1ª classe;
4. Com potência inferior a 500 kW: maquinista prático de 2º classe.